# Battlestar Galactica (miniserija)
Battlestar Galactica je znanstveno-fantastična miniserija, uvod (pilot) u adaptaciju istoimenog serijala iz 1978. godine. Djelo je američkog producenta Ronalda D. Moorea i australskog redatelja Michaela Rymera. Izvorno je emitirana 8. prosinca 2003. godine na kanalu Sci Fi Channel. Prikazana u dvije epizode, prva je privukla 3,9 i druga 4,5 milijuna gledatelja, čime je postala najgledanija miniserija na Sci Fiju.

## Radnja
40 godina nakon primirja između ljudi Dvanaest kolonija i Sajlonaca, robota koje su stvorili ljudi, Sajlonci kreću u iznenadni nuklearni napad s ciljem istrebljenja ljudske vrste. Gotovo čitave populacije Dvanaest kolonija su nestale. Kolonijalne snage su onesposobljene zahvaljujući Broju Šest, Sajlonki u obliku žene koja je zavela poznatog znanstvenika Dr. Gaiusa Baltara i iskoristila njihovu vezu kako bi u obrambeni računalni sustav postavila virus.
Budući da računala na bojnoj zvijezdi Galactica nisu umrežena, brod pod zapovjednoštvom Williama Adame nije bio podložan sabotaži. Ministrica školstva Laura Roslin kao najviše rangirani član vladajućeg kabineta na brodu Cloud 9 preuzima ulogu predsjednice Dvanaest kolonija. Baltar koji je preživio napad uspijeva pobjeći s Caprice pomoću Raptora koji je sletio zbog kratkih popravaka.
Iako se Roslinica nadala kako će putnike s brodova bez nadsvjetlosnog pogona (FTL) prebaciti na one koji ga imaju, iznenadni sajlonski napad ih primora da od toga odustani i brojne preživjele osudi na smrt. Nakon skoka, brodovi se susreću s Galacticom kod skladišta oružja Ragnar.